# Siddiqua Fatima Zahra-moskee
De Siddiqua Fatima Zahra-moskee (Arabisch: مسجد فاطمة الزهراء) is een moskee in de stad Koeweit, vlak bij de Internationale luchthaven van Koeweit.

## Bouw en architectuur
De werkzaamheden zijn gestart in februari 2008 en afgerond in juni 2011. De totale oppervlakte is 3200 vierkante meter, die plaats biedt aan ongeveer 3500 mannen met een aparte ruimte voor 500 vrouwen. Vier minaretten zijn 33 meter hoog (42 meter vanaf de grond) en er is een koepel van 16 meter breed en 22 meter hoog. Het marmer werd geïmporteerd uit Iran en het marmer werd gedurende 8 maanden 24/7 bewerkt door Iraanse en Indiase ambachtslieden. De moskee is ontworpen in de stijl van de Taj Mahal in India.